# Kukurijek
Kukurijek (lat. Helleborus), rod otrovnih biljaka iz porodice žabnjakovki (Ranunculaceae). 
Kukurijek je jedinstven po tome što cvjeta zimi i otporan je na hladnoću. Cvijet mu je velik, ovisno o vrsti bijele, ružičaste, žute, tamnocrvene, pa i zelene boje. Zbog ljepote cvijeta, premda su otrovni, omiljeni su kod ljubitelja cvijeća koji ih uzgajaju. 
U Hrvatskoj je poznato oko 8 vrsta, to su mirisavi kukurijek (H. odorus) sa zelenim cvijetom; grimizasti kukurijek (H. purpurascens), sitnocvjetni kukurijek (H. dumetorum; s jednom podvrstom), hrvatski kukurijek (H. croaticus); krški kukurijek (H. multifidus; s dvije podvrste); i velecvjetni kukurijek (Helleborus niger subsp. macranthus), podvrsta crnog kukurijeka (H. niger).

## Opis
Helleborus je mali rod euroazijskog bilja čiji su članovi najpoznatiji kao kukurijek, i uljepšavaju vrtove u kasnu zimu i rano proljeće. Rod je općenito podijeljen u dvije skupine, vrste s vidljivim nadzemnim stabljikama i vrste bez nadzemnih stabljika. Cvjetovi Helleborusa imaju radijalnu simetriju, ali upadljivi dijelovi nisu latice, već čašice. Latice su prsten cjevastih struktura (nektarija) između čašičnih listova i brojnih prašnika koji proizvode pelud. U središtu cvijeta nalazi se grozd nesraslih karpela.
Kako cvjetovi sazrijevaju, nektarije i prašnici otpadaju; čašični listovi ostaju pričvršćeni za biljku do kraja sezone. Manipulativni pokusi pokazali su da su trajne čašice važne za razvoj i sazrijevanje sjemenki koje se nalaze unutar napuhanih plodova zvanih folikuli.
Nektar kukurijeka sadrži populacije prirodnih kvasaca. Eksperimentalne studije koje manipuliraju gustoćom kvasca u nektaru “smrdljivog kukurijeka” (H. foetidus) pokazale su da kvasci fermentiraju nektar. Fermentacija proizvodi toplinu, povećava temperaturu nektara i mijenja toplinsko mikrookruženje unutar cvijeta. Ova opažanja dovela su do hipoteze da povećana temperatura cvjetanja kukurijeka čini ih privlačnim za nekolicinu oprašivača koji su na udaru tijekom zimskih mjeseci.
Sve kukurijeke su otrovne i izazivaju osjećaj žarenja u ustima kada se žvaču. “Božićna ruža” (H. niger), porijeklom iz Alpa i Appenina, kardiotoksična je i od davnina se koristi kao lijek. Kukurijeci su također korišteni kao drevni oblik kemijskog ratovanja. Grčki geograf Pauzanija iz drugog stoljeća nove ere izvijestio je da je osam stoljeća ranije atenski državnik Solon naredio da se korijenje kukurijeke baci u zalihe vode gradova koje je njegova vojska opsjedala. Gradovi su srušeni dok je njihovo stanovništvo patilo od posljedica nasilne dijareje.
Godine 1648. Jacob Bobart Stariji uzgajao je tri vrste kukurijeke u vrtu Oxford Physic Garden. Dvije autohtone vrste iz Oxfordshirea, Helleborus foetidus i H. viridis, te unesena ljekovita vrsta, Helleborus niger. Danas postoji širok izbor ukrasnih kukurijeka. Velik dio ovih boja i morfoloških varijacija javlja se kod hibrida proizvedenih križanjem istočnog Sredozemlja H. orientalis s njegovim blisko srodnim vrstama. Kod ovih vrtnih hibrida boje čašica variraju od crnosive preko ljubičaste i crvene do žute, bijele i zelene, dok kod dvostrukih i poluduplih kukurijeka nektarije i prašnici postaju petaloidi.

## Priznate vrste
Danas postoji 16 priznatih vrsta.
1. Helleborus argutifolius Viv.
2. Helleborus bocconei Ten.
3. Helleborus dumetorum Waldst. & Kit. ex Willd.
  1. Helleborus dumetorum subsp. atrorubens
  2. Helleborus dumetorum subsp. dumetorum
4. Helleborus foetidus L.
5. Helleborus lividus Aiton ex Curtis
6. Helleborus multifidus Vis.
7. Helleborus niger L.
  1. Helleborus niger subsp. macranthus
  2. Helleborus niger subsp. niger
8. Helleborus odorus Waldst. & Kit. ex Willd.
9. Helleborus orientalis Lam.
10. Helleborus purpurascens Waldst. & Kit.
11. Helleborus thibetanus Franch.
12. Helleborus torquatus Archer-Hind
13. Helleborus vesicarius Aucher
14. Helleborus viridis L.
15. Helleborus ×mucheri Rottenst.
16. Helleborus ×tergestinus Starm. ex Rottenst.

## Galerija
- H. lividus subsp. corsicus (sin. H. argutifolius)
- H. bocconei
- H. croaticus
- H. cyclophyllus
- H. dumetorum
- H. foetidus
- H. lividus
- H, odorus
- H. orientalis
- H. orientalis
- H. purpurascens
- H. thibetanus
- H. viridis